# Концерт для скрипки с оркестром (Чайковский)
Конце́рт для скри́пки с орке́стром ре мажо́р, соч. 35 П. И. Чайковского написан в 1878 году, во время пребывания композитора в Швейцарии.

## История создания
К моменту написания концерта Чайковский уже имел опыт написания произведений в концертном жанре (Концерт № 1 для фортепиано с оркестром и Вариации на тему рококо для виолончели с оркестром), однако не чувствовал себя в полной мере свободно в отношении сольной партии скрипки. В работе над ней Чайковскому помогал его друг и ученик по теории музыки скрипач Иосиф Котек. Приехав к Чайковскому в Швейцарию, он привёз ноты ряда свежих сочинений для скрипки с оркестром, в том числе Испанской симфонии Эдуара Лало, и это вдохновило композитора. Концерт был написан всего за месяц. Первое публичное исполнение произведения прошло в частном собрании: партию скрипки исполнил Котек, а автор аккомпанировал ему на фортепиано.
Концерт вначале был посвящён Леопольду Семёновичу Ауэру, но тот не решился сыграть это произведение из-за его сложности для исполнения.
Первый раз концерт исполнил с оркестром 4 декабря 1881 года в Вене Адольф Давидович Бродский, ставший пропагандистом концерта в Европе, а затем и в России. Чайковский, оценив то, что скрипач играл это виртуозное сочинение в Европе, где творчество композитора было тогда известно довольно мало, сменил прежнее посвящение на посвящение Адольфу Давидовичу Бродскому.
Концерт является одним из лучших произведений русского музыкального искусства. Наряду с Первым концертом для фортепиано с оркестром и Вариациями на тему рококо для виолончели с оркестром это лучшее сочинение Чайковского в концертном жанре. Блестящая виртуозность партии солирующего инструмента сочетается здесь с подлинной симфоничностью, темпераментностью музыки, яркостью и сочностью колорита.
В настоящее время этот концерт является обязательным произведением для исполнения на Международном конкурсе имени Чайковского.
Первый вариант средней части Скрипичного концерта был использован впоследствии композитором в цикле «Воспоминание о дорогом месте» в качестве Первой части, получившей название «Méditation» («Раздумье»). Кандидат искусствоведения Надежда Туманина признавалась, что не понимает причины неудовлетворённости композитора первой версией. С её точки зрения, она — чрезвычайно интересное и выразительное произведение, к тому же близкое окончательному варианту средней части Концерта по характеру и настроению.
Советский искусствовед Владимир Блок считал Скрипичный концерт прямым предшественником поздней Симфонии ми-бемоль мажор Чайковского, отмечая свойственный им «радостный колорит».

## Состав оркестра
В сопровождающем солирующую скрипку оркестре две партии флейт, две партии гобоев, две партии кларнетов ля и си-бемоль, две партии фаготов, четыре партии валторн фа, две партии труб ре, литавры ля и ре, партии струнных (две группы скрипок, альты, виолончели и контрабасы).

## Строение

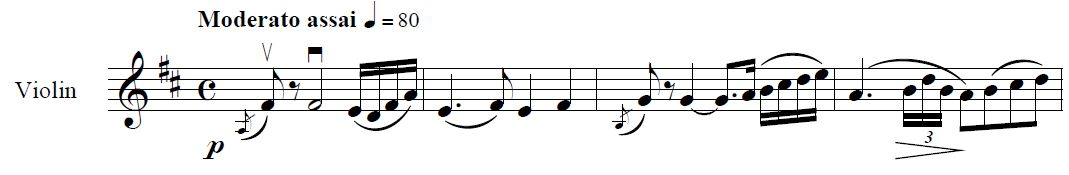
Фрагмент солирующей партии из концерта

Концерт состоит из трёх частей общей протяжённостью около 35 минут, вторая и третья части исполняются без перерыва:
1. Allegro moderato — Moderato assai (ре мажор)
2. Canzonetta: Andante (соль минор)
3. Finale. Allegro vivacissimo (ре мажор)

## Влияние на культуру
- Вокруг концерта для скрипки с оркестром разворачивается действие фильма Р. Михайляну «Концерт».
- Концерт Чайковского наряду со Вторым фортепианным концертом Рахманинова играет важную роль в фильме Чарльза Видора «Рапсодия».